# クイズ地球まるかじり
『クイズ地球まるかじり』（クイズちきゅうまるかじり）は、テレビ東京系列局ほかで放送されたクイズ番組である。製作局のテレビ東京では1983年10月12日から1994年9月28日までの11年間にわたって放送。

## 番組概要
番組名の通り、世界各地の料理や食材に関するクイズを出していたが、末期は日本国内の取材を中心に出題していた。1991年3月6日からはタイトルから「クイズ」の冠を外し「文珍・ゆきえの地球まるかじり!」に変えグルメ紀行番組になっていたこともあるが、1991年11月6日から『食キングクイズ!地球まるかじり』から元のクイズ番組に戻った。
食キングクイズ時代初期には日本で活躍している外国人タレント3人の「地球チーム」と日本人タレント3人の「まるかじりチーム」のチーム対抗戦で総合得点を競うものだったが、末期では個人戦に戻り、エンディングテーマ曲が追加された。
クイズは6問出題され、書き問題（4問・最終問題含む）と早押し問題（2問）の2種類。早押しの問題では、正解・不正解に関わらずブザーやチャイムは鳴らさず、司会者が正解・不正解を判定する。
最終問題は一発逆転クイズで、初期は外国人が食べた日本食（納豆、塩辛、海苔、梅干、漬物など）の中から二度と口にしたくないものを当てるものだったが、後にあるお宅の人がその日に出された献立の5種類の中で2番目と3番目に口にしたもの（末期では100人のアンケートを取りそのランキングの2位と3位。ともに1番目は解答しやすいように先に答えを出している）を推理して当てる「一発逆転 ごはんですよ〜」というものになり、番組の名物となった。正解すると初期は解答席右下の大きなランプが点灯、後期は得点ランプ周りの赤いランプが点滅し、一挙に5ポイントとカウントされる。得点が少ない解答者でも大逆転のチャンスがあり、誰にでもトップ賞の可能性がある。なお、解答の際には全員が一斉にフリップを挙げ、下位の解答者が上位の解答者と同じ答えを出してトップ賞の可能性がなくなったとしても、解答の変更は一切認められない。
通常問題ではクイズの正解・不正解に関わらずBGMは一切流さなかったが、最後の一発逆転クイズでは一時期、正解者がいた場合は電子音によるファンファーレが、全員が不正解だった時はBGMが流れていたことがあった。一時期正解者は今までの得点が倍になり、不正解者は得点が全て没収されるルールもあった。それまで0点だった解答者が単独で正解した場合は、その人が0点のままトップ賞となる｡トップ賞を獲得した解答者には賞品として高級ワインとその週のテーマにちなんだ食材がプレゼントされる。トップ賞のワインには電気スタンドに使われる飾りのようなものが被せてあった。
1983年10月に始まった『地球まるかじり』シリーズは1994年9月に終了。11年の歴史に幕を下ろした。
2000年 - 2001年には小倉智昭と岩瀬惠子司会による『絶品!地球まるかじり』として復活し、BSジャパンでも放送された。

## 出演者

### 司会
- 長門裕之（1983年10月 - 1984年9月）
- 桂文珍（1984年10月 - 1994年9月）
- 酒井ゆきえ（第1回から最終回まで）

### レギュラー
- 水島裕（長門時代）

### リポーター
- 神太郎
- 塩屋俊
- 長谷川初範
- 村野武範（解答者として出演する事もあった｡）
- 福田直代
- ほか

### ナレーター
- 高山栄
- バッキー木場
- 志生野温夫
- ほか

### 主な解答者
- 斉藤ゆう子（1983年10月 - 1987年3月まで）
- 嵐山光三郎（1983年10月 - 1985年まで）
- マリアン（通期、食キングクイズ時代は産休等の理由で、時折不在の時があった｡その時はジュディ・オングやマルシア等が代理出演していた｡）

#### 長門時代前期
- 朝丘雪路
- 梅宮辰夫
- 岡田眞澄

#### 長門時代・文珍時代初期
- 高見恭子

#### 長門時代後期・文珍時代初期
- 中村勘九郎（現・中村勘三郎）
- 高橋洋子

#### 文珍時代
- 高峰三枝子
- 黒鉄ヒロシ
- 朝加真由美
- 泰葉
- 筑紫哲也
- 仲本工事
- 西川峰子（現・仁支川峰子）
- 高木ブー
- 松崎しげる
- 布施明
- 清水アキラ
- 春風亭小朝
- 大和田獏
- 清水由貴子
- 松居一代
- 山咲千里
- 小林千絵
- 松居直美
- 松本明子
- 水谷良重（現・水谷八重子）
- 宮川大助・花子

#### 食キングクイズ時代
- ダニエル・カール
- リチャード・バーガー
- カーリー西條
- マリー・ニノ
- 田中義剛
- 生稲晃子
- 原日出子（『絶品!地球まるかじり』の前期にも出演）
- ピンクの電話

## 備考
- 当初は得点が問題に出た料理や食材の値段を日本円に換算したもので正解発表後に水島がその問題の点数を発表していたが、後に1ポイントずつとなった。
- 値段が得点だった時期の最終問題は、予め持ち点から何点かを賭け、正解すると賭け点の他に、不正解者の賭け点を合計して正解者で頭割りして加算していた。そのため、ガッツ石松など1名しか正解者がいなかった時には、残り4名の賭け点を全て加算して大逆転することも稀にあった。
  - 点数が無い解答者は司会者から1万点借りて参加し、正解後に1万点を返済していた。
- 全問正解すると、パーフェクト賞として世界一周旅行、食キングクイズ時代からはダイヤモンドリングがプレゼントされた。なお、食キングクイズ時代にパーフェクト賞獲得者がいなかった場合はダイヤモンドリングは視聴者プレゼントに回される。
- 食キングクイズ時代からは、一発逆転クイズまで4問編成で初めは書き問題のみだったが、途中から3問が書き問題、1問が早押し問題となった。1問10点で、正解すると地球儀のオブジェが回答者の前に置かれた。各チームのリーダーであるダニエル・カールと田中義剛にはリボンが渡されていて1～4問目の自信のある問題に使える。効果は、チームの答えを1つにして、それが正解だったら点数が50点になり、解答者にはゴールデン地球儀が置かれる。一発逆転クイズは、正解すると1人50点（ゴールデン地球儀）が入り、ここまでの最高の点数が140点なので、チーム全員が正解すれば、たとえここまで0点だったとしても逆転の可能性がある。
- 食キングクイズ時代のスポンサーに西濃運輸がついていたがテレビ東京系列6局に限られていたため、同時ネット局で同社と強い繋がりを持つ岐阜放送ではCMが流れなかった。
- シンキングタイムでは1985年頃から1988年末まで福井放送（テレビ）の『FBCニュース』のオープニング音楽や朝日放送テレビ『探偵!ナイトスクープ』のオチでも使われるCASIOPEA「Road Rhythm」
- 放送ライブラリーでは本番組の映像が公開されている他、『テレビ東京"50人の証言"』では本番組の映像と文珍へのインタビュー映像が公開されている。
- 文珍と酒井は終了後、1クールのブランクを置いて読売テレビに局を移す形で1995年1月から2005年3月まで『ウェークアップ!』で共演していた。

## エンディングテーマ
- 米倉利紀「強情なくちびる」
- AMBIENCE「DREAMIN'」
- 山下直美「とびっきりの笑顔で」

## スタッフ
- 構成：出倉宏、末谷真澄、植竹公和、森保鉄志
- 料理研究家：菊地伸光
- 技術：小川大策→田口文明→橋川昌明
- カメラ：橋川昌明、田口文明
- 照明：松本秀夫
- 音声：村松敏男
- VE：金森美樹
- 音響効果：新井晋、SPOT
- TK：前川範子→辻田早苗
- デザイン：宇津木民雄（テレビ東京）
- 撮影技術：東海映画社→テレビテクニカ（現：オムニバス・ジャパン）
- 編集：東北新社→STUDIO 38
- 美術：シミズ舞台工芸（現・シミズオクト）
- 取材スタッフ：照沼進、関英一、佐々木アツシ、永田俊夫
- ディレクター：千葉啓一、松瀬博→鈴木延夫
- プロデューサー：高木律朗（テレビ東京）／長谷川美夫、久世高志（オフィス・トゥー・ワン）
- 企画協力：東急エージェンシー
- 製作：テレビ東京、オフィス・トゥー・ワン

## ネット局
系列は放送終了時のもの。また備考欄の『★』は、『絶品!地球まるかじり』も放送していた局。
| 放送対象地域  | 放送局         | 系列                          | 備考 |
| ------------- | -------------- | ----------------------------- | --- |
| 関東広域圏    | テレビ東京     | テレビ東京系列                | 制作局 |
| 北海道        | 北海道放送     | TBS系列                       | 1983年11月26日より土曜 12:00 - 12:55にて放送開始。 1988年12月31日で打ち切り。                                         |
| 北海道        | テレビ北海道   | テレビ東京系列                | ★ 1989年9月27日のサービス放送開始時から放送。                                                                         |
| 青森県        | 青森テレビ     | TBS系列                       | ★ |
| 岩手県        | 岩手放送       | TBS系列                       | [ 注 2 ] |
| 宮城県        | 仙台放送       | フジテレビ系列                | [ 注 3 ] |
| 秋田県        | 秋田テレビ     | フジテレビ系列                | [ 注 4 ] |
| 山形県        | 山形テレビ     | テレビ朝日系列                | |
| 山形県        | テレビユー山形 | TBS系列                       | 山形テレビから移行 |
| 福島県        | 福島テレビ     | フジテレビ系列                | ★ |
| 新潟県        | 新潟放送       | TBS系列                       | ★ 1989年7月時点では土曜 16:00 - 16:55にて放送。                                                                       |
| 長野県        | 長野放送       | フジテレビ系列                | ★ 1989年3月時点では土曜 12:00 - 12:54にて放送。                                                                       |
| 山梨県        | テレビ山梨     | TBS系列                       | [ 注 7 ] |
| 静岡県        | 静岡放送       | TBS系列                       | [ 注 8 ] |
| 富山県        | 北日本放送     | 日本テレビ系列                | ★ 1984年4月7日（放送開始）から1985年9月28日までは土曜 17:30 - 18:25。 1985年10月5日以降は土曜 17:00 - 17:55にて放送。 |
| 石川県        | 石川テレビ     | フジテレビ系列                | 1989年3月時点では土曜 12:00からの放送であった。                                                                       |
| 福井県        | 福井テレビ     | フジテレビ系列                | |
| 愛知県        | テレビ愛知     | テレビ東京系列                | ★ |
| 岐阜県        | 岐阜放送       | 独立UHF局                     | ★ |
| 三重県        | 三重テレビ     | 独立UHF局                     | ★ |
| 大阪府        | テレビ大阪     | テレビ東京系列                | ★ |
| 滋賀県        | びわ湖放送     | 独立UHF局                     | ★ |
| 京都府        | KBS京都        | 独立UHF局                     | |
| 奈良県        | 奈良テレビ     | 独立UHF局                     | ★ |
| 和歌山県      | テレビ和歌山   | 独立UHF局                     | ★ |
| 島根県 鳥取県 | 山陰中央テレビ | フジテレビ系列                | ★ |
| 広島県        | 中国放送       | TBS系列                       | ★ |
| 山口県        | テレビ山口     | TBS系列                       | ★ |
| 香川県 岡山県 | 西日本放送     | 日本テレビ系列                | 1985年9月まで |
| 香川県 岡山県 | テレビせとうち | テレビ東京系列                | ★ 1985年10月開局から                                                                                                  |
| 愛媛県        | 南海放送       | 日本テレビ系列                | ★ |
| 高知県        | 高知放送       | 日本テレビ系列                | |
| 徳島県        | 四国放送       | 日本テレビ系列                | |
| 福岡県        | RKB毎日放送    | TBS系列                       | 1990年3月打ち切り |
| 福岡県        | TXN九州        | テレビ東京系列                | ★ 1991年4月開局から                                                                                                   |
| 長崎県        | テレビ長崎     | フジテレビ系列                | ★ |
| 熊本県        | 熊本放送       | TBS系列                       | ★ |
| 大分県        | テレビ大分     | 日本テレビ系列 フジテレビ系列 | ★ |
| 宮崎県        | 宮崎放送       | TBS系列                       | |
| 鹿児島県      | 南日本放送     | TBS系列                       | ★ |
| 沖縄県        | 沖縄テレビ     | フジテレビ系列                | ★ |

## ビデオソフト
- 食キングビデオ・地球まるかじり　日本縦断・特選ラーメン大集合!（バンダイビジュアル 1993年12月16日発売）